# 미궁

고전적 구조의 미궁.

미궁(迷宮, 그리스어: λαβύρινθος 라비린토스[*], 영어: labyrinth 래버린스[*])은 한번 들어가면 나올 길을 쉽게 찾을 수 없을 만큼 복잡한 구조로 이루어진 곳을 이르는 말이다.
원래 그리스 신화의 건물 속에 반인반우의 괴물 미노타우루스를 가두기 위해 지어졌다고 한다.

## 신화 및 전설
미궁 라비린토스는 그리스 신화에서 전설적 건축가 다이달로스가 크레타의 국왕 미노스를 위해 크노소스에 건설한 정교한 복합건물로, 미노타우로스가 이 미궁에 갇혔다고 전해지며 세상에서 가장 오래된 미궁으로 알려져 있다. 이 미궁의 문장(紋章)인 양날의 도끼 '라브리스(Labrys)'가 '라비린스(Labyrinth)'의 어원이 되었다는 설이 있다. 미궁의 설계도는 크로노스의 화폐 문양으로 사용되기도 했지만 갈림길이 없는 단순한 미궁이었다.

## 미로와 미궁의 차이
현재 "미궁"이라는 단어는 대체로 미로와 동의어로 사용되나, 많은 현대 학자들은 둘 사이를 구분하고 있다. "미로"는 여러 갈래의 길이 복잡하게 가지를 쳐 있고 그 길들 중 한 방향을 선택해야 한다면, "미궁"은 가지 없는 한 개의 길만을 따라가서 결국 구조물의 중심에 이르게 되는 것을 말한다. 이 맥락에서 미궁은 중심을 향한 분명한 길이 있으며, 길찾기를 방해하기 위한 목적으로 설계된 것이 아니다.

## 같이 보기
- 미로
- 래버린스 (미궁의 영어 낱말)